# Refuge du Col kamnique
Le refuge du Col kamnique (Koča na Kamniškem sedlu) est un refuge situé en Slovénie dans les Alpes kamniques.
Le col reliant le Brana, à l'ouest, et le Planjava, est nommé d'après la ville de Kamnik. Il est visible de loin et fait partie des images caractéristiques du massif. Au XIXe siècle, il fut nommé la porte de Jerman par les habitants de la vallée de Kamniška Bistrica, la vallée au sud du col. D'une manière typiquement alpine, le contraste est flagrant entre la pente douce méridionale et la face nord. Au-dessus de la vallée de Logarska dolina, la paroi nord est abrupte et se fond à l'est avec celle du Planjava. La première construction du refuge de montagne par le club alpin slovène date de 1906. Il est situé sur le versant sud, juste en dessous de la crête et permet un accès aisé aux parois avoisinantes qui sont souvent visitées par les écoles d'alpinisme. L'accès nord, du type via ferrata, est au départ du refuge Frischaufov dom à la haute terrasse Okrešelj. Situé au milieu du massif, le refuge est très utilisé par les randonneurs pendant la saison estivale et ne peut manquer à une traversée. En hiver, le versant sud devient une sortie très populaire, le refuge étant alors géré par week-end ensoleillé. Comme dans tous les refuges de montagne des Alpes, la chambre d'hiver est accessible lorsque le refuge n'est pas géré.